# کیریوشکینو
کیریوشکینو (انگلیسی: Kiryushkino) یک شهرک در شهرستان فیودوروفسکی استان باشقیرستان کشور روسیه است.